# Hội Chăn nuôi Việt Nam
Hội Chăn nuôi Việt Nam, tên đăng ký là Hội Khoa học kỹ thuật Chăn nuôi Việt Nam, là tổ chức xã hội - nghề nghiệp của những người làm việc trong lĩnh vực chăn nuôi tại hoặc liên quan đến Việt Nam. Hội có tên giao dịch tiếng Anh là Animal Husbandry Association of Vietnam, viết tắt là AHAV .
Điều lệ Hội Chăn nuôi Việt Nam được Bộ Nội vụ phê duyệt tại Quyết định số 20/2002/QĐ-BNV ngày 25 tháng 12 năm 2002 . 
Điều lệ Hội Chăn nuôi Việt Nam, sửa đổi, bổ sung, được Bộ Nội vụ phê duyệt tại Quyết định số 1381/QĐ-BNV ngày 28 tháng 12 năm 2012 .
Trụ sở Hội đặt tại địa chỉ Tầng 4, số 73 phố Hoàng Cầu, phường Ô Chợ Dừa, quận Đống Đa, thành phố Hà Nội .

## Hoạt động
Cơ quan báo chí của Hội Chăn nuôi Việt Nam là Tạp chí Chăn nuôi Việt Nam, có ban biên tập đặt cùng tại trụ sở Hội .